# هاري نيكسون
هاري نيكسون هو سياسي كندي، ولد في 1 أبريل 1891 في برانت في كندا، وتوفي بنفس المكان في 22 أكتوبر 1961. حزبياً، نشط في الحزب الليبرالي في أونتاريو ‏. وقد انتخب عضو برلمان مقاطعة أونتاريو عن دائرة Brantford—Brant (provincial electoral district) ‏ (1919 – 1961) وانتخب رئيس وزراء أونتاريو ‏ (18 مايو 1943 – 17 أغسطس 1943).